# Museo Nacional de Arte

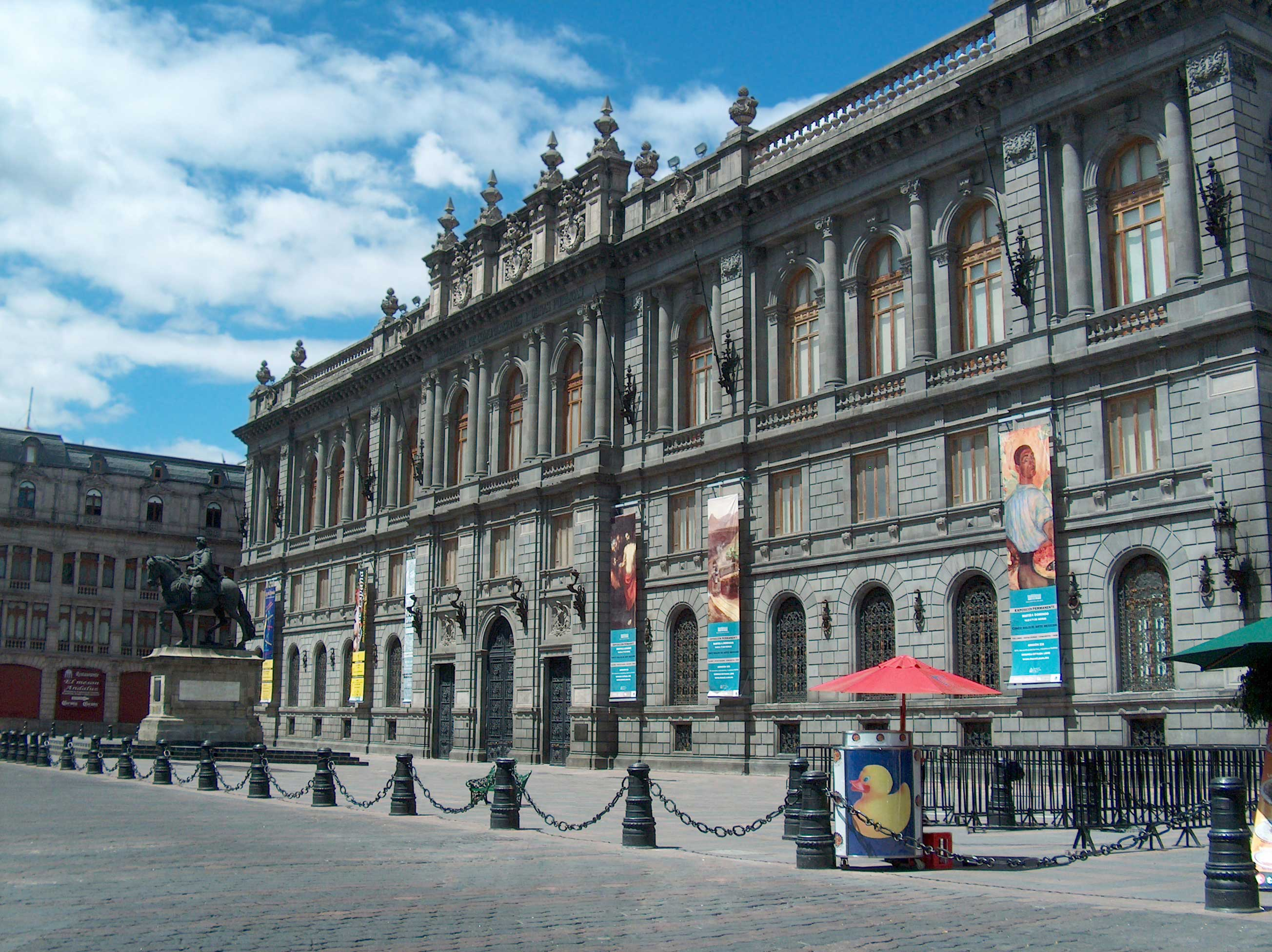
Museo Nacional de Arte

Le Museo Nacional de Arte (MUNAL) du Mexique se trouve dans le centre historique de Mexico. Il se tient dans une bâtisse au 8 de la rue Tacuba, sur la place Manuel Tolsá. Il abrite une collection d'art mexicain depuis l'ère préhispanique tardive jusqu'au début du XXe siècle.
Le Palais du secrétariat des communications et des travaux publics, d'architecture composite du début du XXe siècle, est surtout de style néoclassique et renaissance. Destiné au Musée Nacional de Arte en 1982, il a été restauré en 1997.
Une statue équestre du roi d'Espagne Charles IV orne le devant du palais. La statue est surnommée "El Caballito" (le petit cheval) et se trouvait à l'origine sur le zócalo. Selon la plaque sur son piédestal, le Mexique conserve cette statue non comme signe d'allégeance à un roi espagnol, mais en tant qu'œuvre d'art. Elle a été placée à son endroit actuel en 1979.

## Collection
La collection permanente s'organise en trois grandes périodes qui englobent et synthétisent l'histoire de l'art mexicain depuis le milieu du XVIe s. jusqu'à la première partie du XXe s. :
- Assimilation de l'Occident (1550-1821)
- Construction d'une nation (1810-1910)
- Stratégies plastiques pour une nouvelle nation (1910-1955)[2]

## Galerie

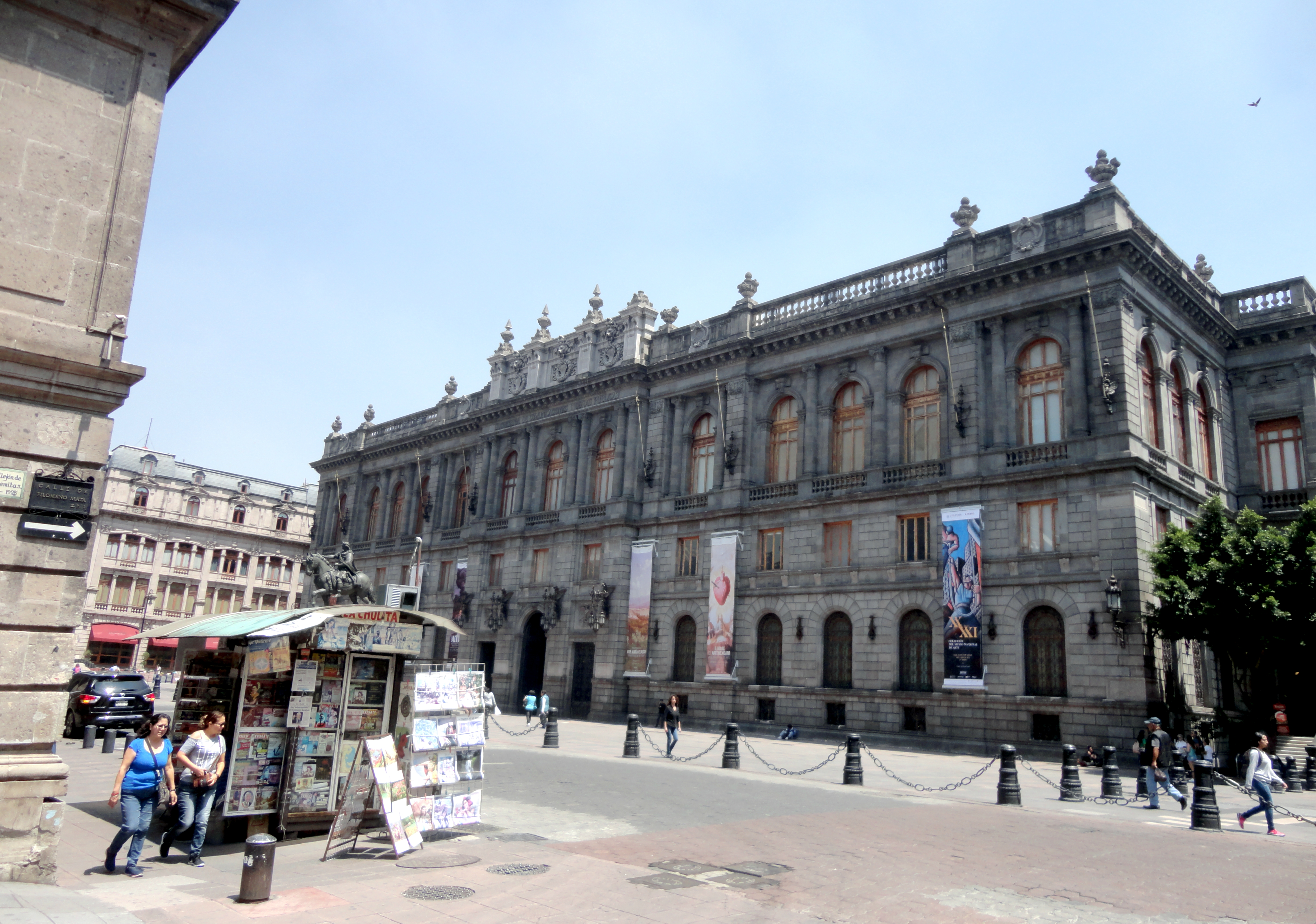
Le musée.
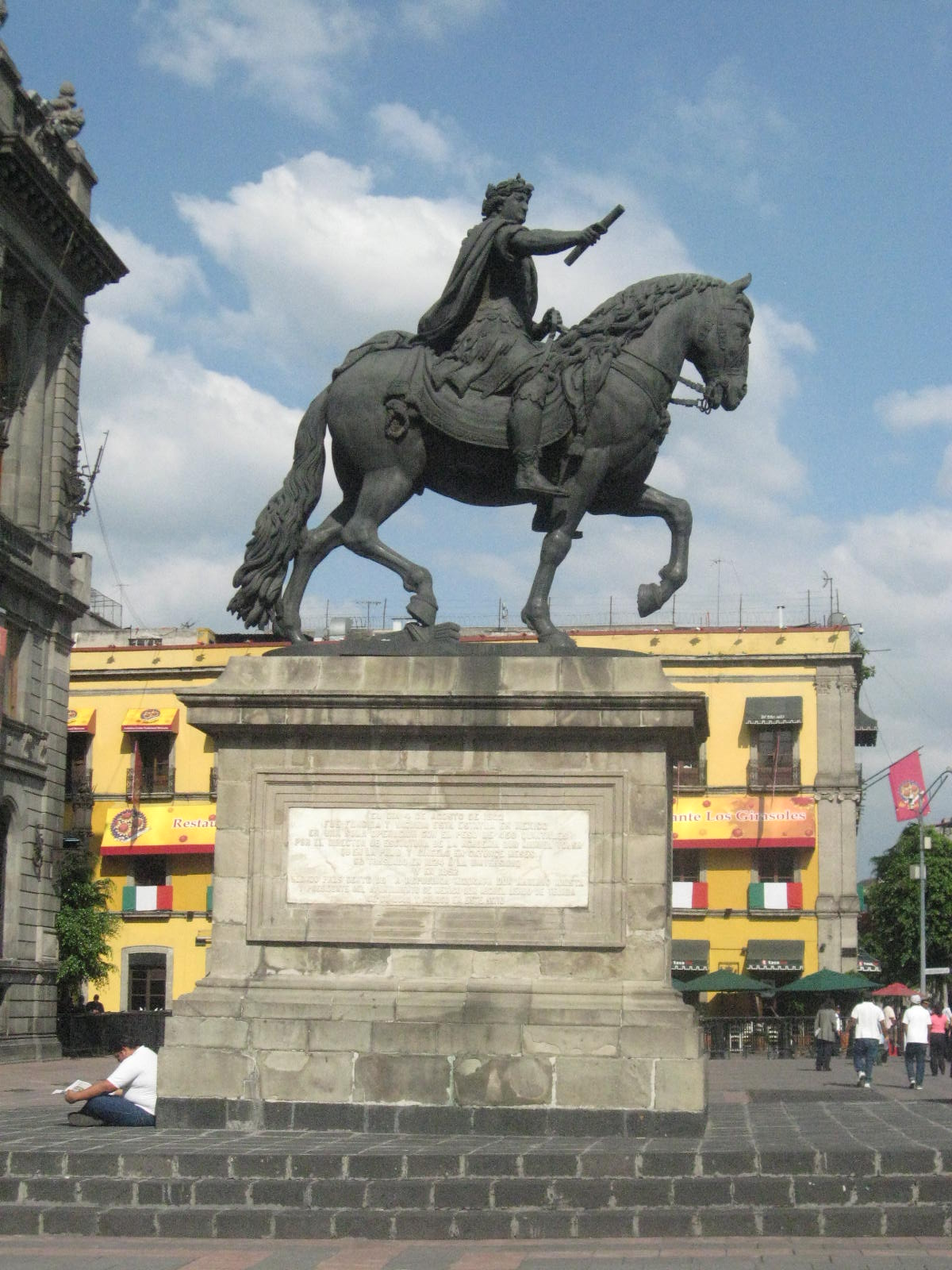
Statue équestre de Charles IV par Manuel Tolsá.
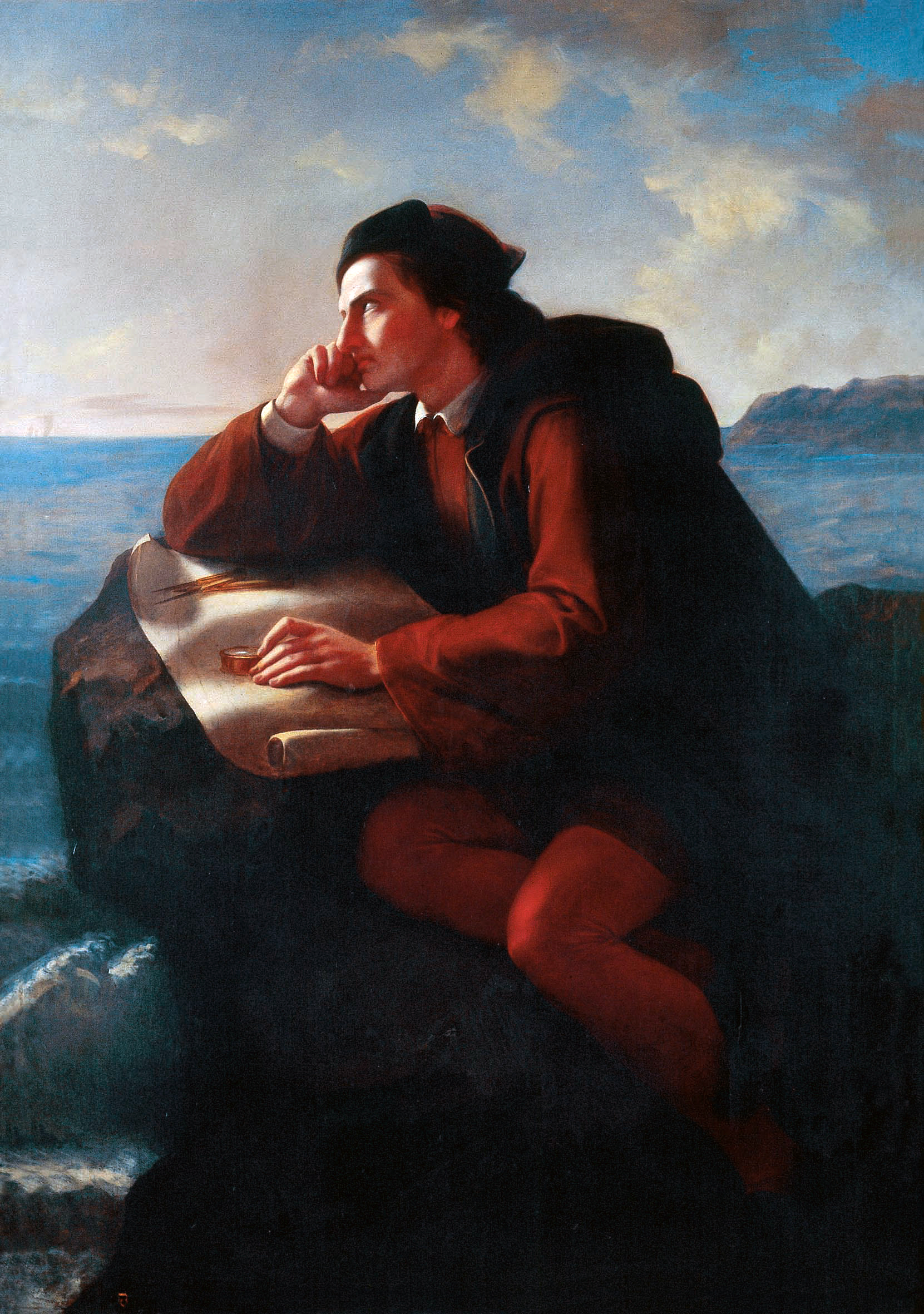
L'inspiration de Christophe Colomb par José María Obregón (1856).
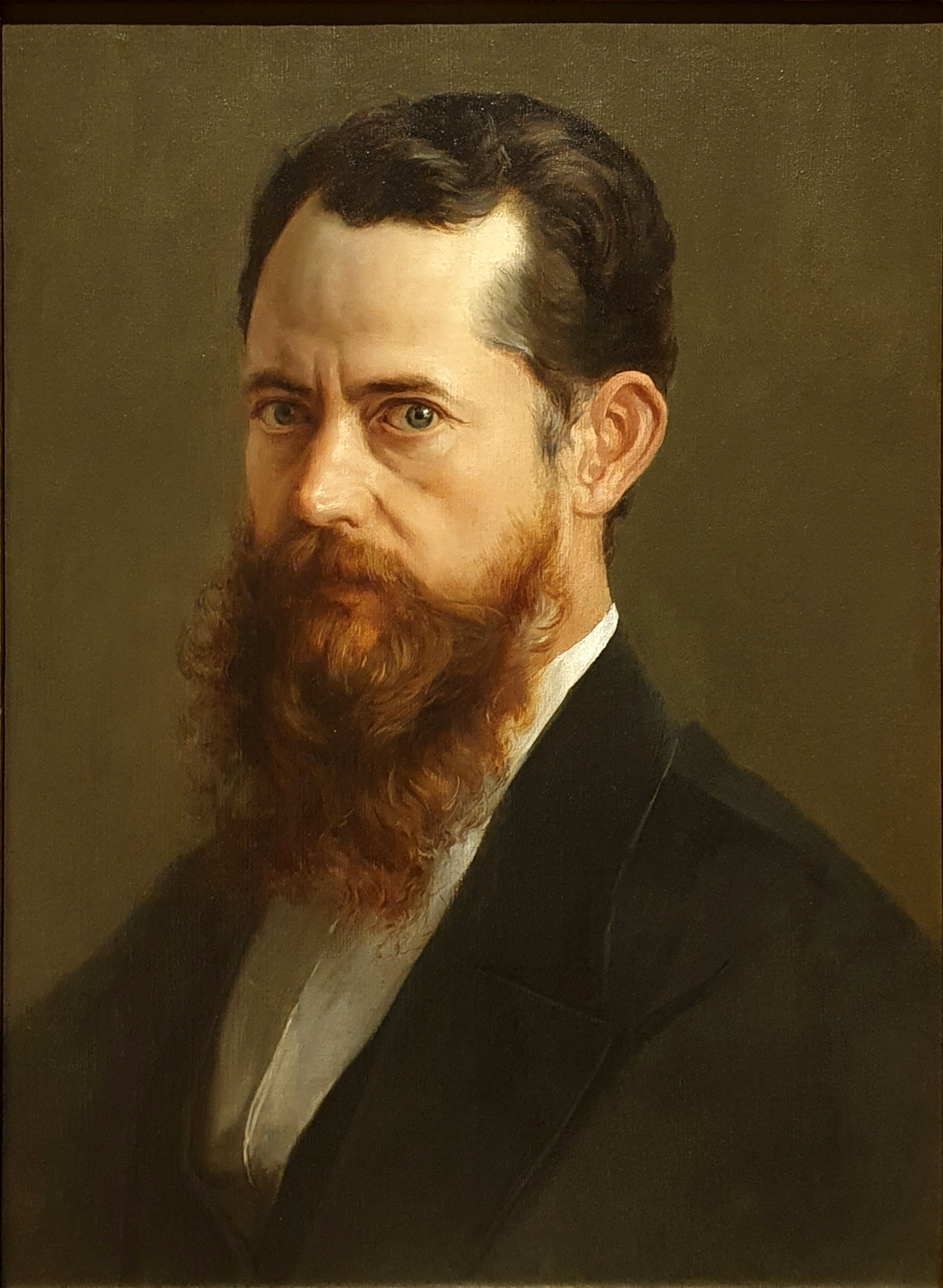
José Maria Velasco, autoportrait.
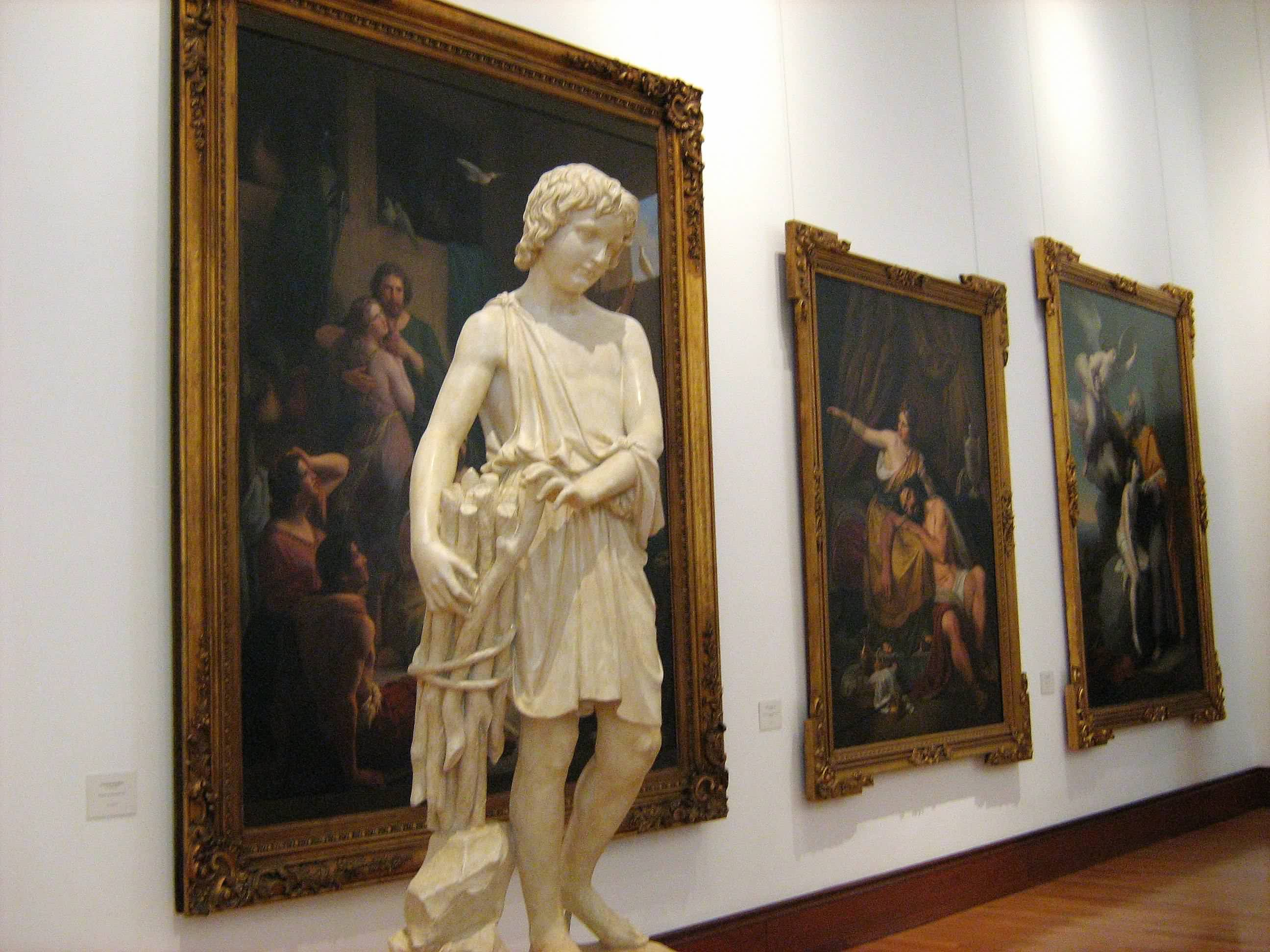
Une salle du musée.
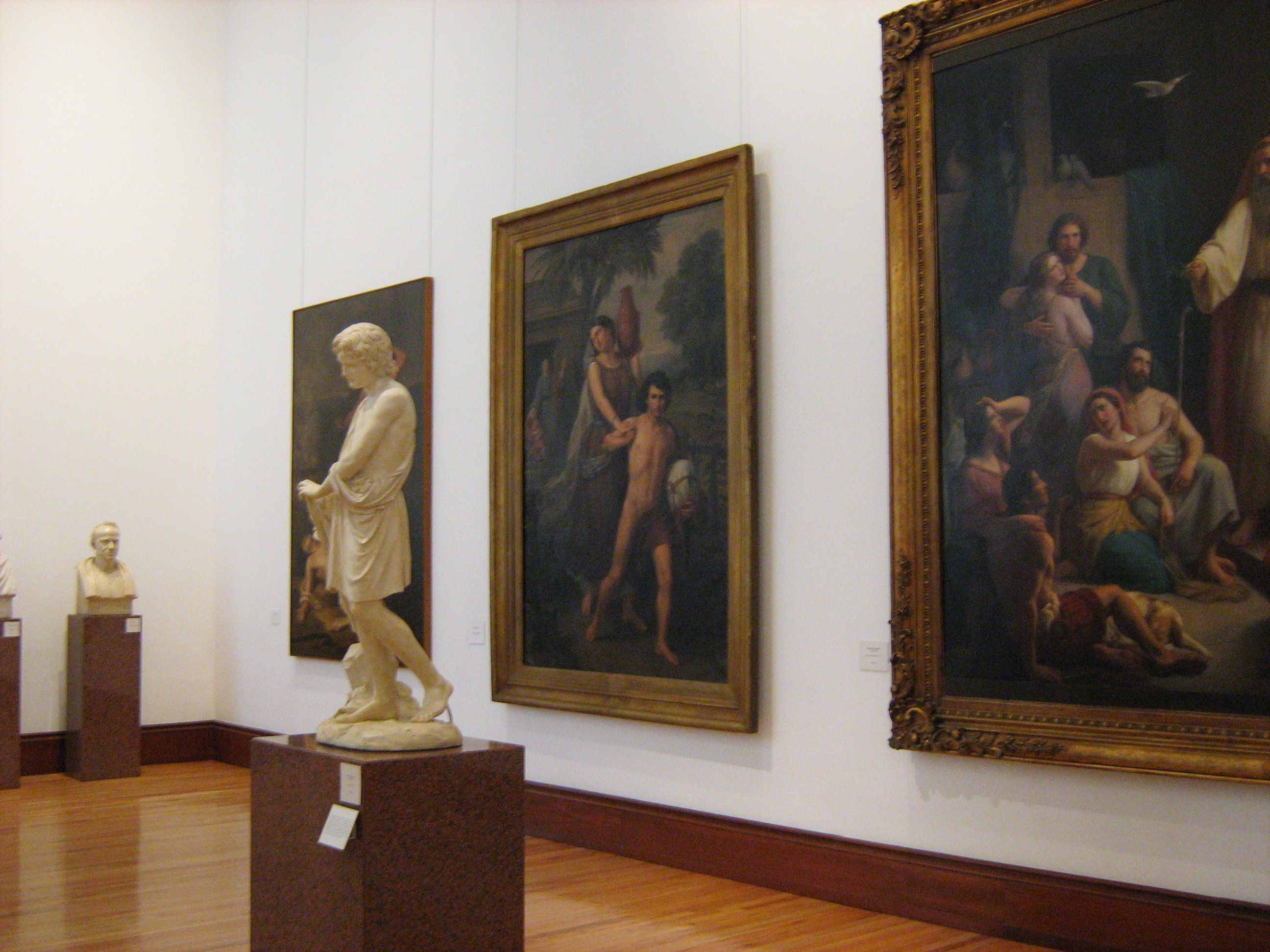
Vue de l'intérieur du musée.